# Бадя, Лаура
Лаура Бадя (рум. Laura Badea; 28 марта 1970, Бухарест) — румынская фехтовальщица. Чемпион Олимпийских игр 1996 года в Атланте в личном первенстве по фехтованию на рапирах (в финале победила Валентину Веццали, которая затем выигрывала золото в личном первенстве на Играх 2000, 2004 и 2008 годов). Серебряный призёр Олимпийских игр 1996 и бронзовый призёр Олимпиады 1992 года в Барселоне в командном первенстве. Пятикратный серебряный призёр чемпионата мира (1993, 1994, 1995, 1997, 1998). Двукратный чемпион Европы (1996, 1997).